# Trogoxylon punctipenne
Trogoxylon punctipenne är en skalbaggsart som först beskrevs av Fauvel 1904.  Trogoxylon punctipenne ingår i släktet Trogoxylon och familjen kapuschongbaggar. Inga underarter finns listade i Catalogue of Life.